# Medalha dos promovidos por feitos distintos em Campanha
A Medalha dos Promovidos por Feitos Distintos em Campanha é uma Medalha Militar portuguesa, criada em 28 de Maio de 1946. Destina-se a galardoar os militares que, pelas excepcionais virtudes militares ou dotes de comando, direcção ou chefia demonstrados em campanha ou em circunstâncias com ela directamente relacionadas, tenham sido promovidos por distinção. É outorgada pelo Ministro da Defesa Nacional.
Originalmente foi criada como uma insígnia, em 2 de Dezembro de 1919, pelo decreto n.º 6264, consistindo de fita simples, com a designação de Insígnia de Promovidos por Distinção.

## Insígnias
Insígnia para o peito:
Fita de suspensão: de seda, com fundo vermelho, cortada ao centro por um filete longitudinal preto de 0,008 m de largura; largura da fita de 0,03 m; comprimento necessário para que seja de 0,09 m a distância do topo superior da fita ao bordo inferior da condecoração, por forma a obter o alinhamento inferior das diferentes insígnias; ao centro, uma estrela de cinco pontas e de 0,005 m de raio, do padrão da fig. 11-A, de ouro, prata ou cobre, conforme se trate de representar, respectivamente, a promoção a oficial general, a oficial de outra patente ou a qualquer posto inferior; 
Pendente: de bronze
- Anverso: estrela de cinco pontas, cinzeladas, cada uma terminada por uma esfera armilar pequena; ao centro, um disco carregado de um emblema nacional rodeado de listel circular com a legenda «PROMOÇÃO POR DISTINÇÃO», em letras de tipo elzevir, maiúsculas;
- Reverso: idêntico ao anverso, mas tendo ao centro um disco com a legenda «MORRER MAS DEVAGAR», frase de D. Sebastião I de Portugal na Batalha de Alcácer Quibir, em letras de tipo elzevir, maiúsculas, em três linhas sobrepostas;

cercando a legenda, duas vergônteas de louro, frutadas e cruzadas nos topos proximais. 
Miniaturas:
a) Do pendente:
Tem as dimensões indicadas no n.º 3, alínea a), para o grau ouro;
b) Da insígnia:
A miniatura é constituída pela própria insígnia, de dimensões reduzidas. 
Fitas simples:
Configuração e cores da fita de suspensão com a respectiva estrela aposta na mesma. 

## Classes
A barreta é distinta consoante a promoção outorgada:
- Oficiais Generais
- Outros Oficiais
- Sargentos e Praças